# Lycopodiella
Lycopodiella és un gènere de pteridòfits de la família de les licopodiàcies. Són plantes sense flors, vasculars, terrestres i generalment creixen sobre llocs pantanosos, d'aquí ve el seu nom popular de licopodis de pantà. El nom Lycopodiella és un diminutiu (-ella) del gènere Lycopodium que alhora prové del grec lýkos que significa "llop" i –pódion que significa "peu", ja que les extremitats de les seves branques s'assemblen a un peu de llop.
Les espècies de Lycopodiella tenen les tiges infèrtils (les que no produeixen espores) postrades i radicants mentre que les tiges fèrtils són erectes, ambdós tipus tenen simetria radial. Els seus microfil·les són subulats, carenats i molt densos, precisament aquest és el caràcter que separa aquesta Lycopodiella de la resta de Licopodiàcies de la península Ibèrica. Els estròbils terminals són sèssils i els seus esporofil·les són una mica més grans que els microfil·les. Els esporangis tenen dehiscència sub-basal i les espores són subtetraèdriques i reticulades. Aquest gènere com qualsevol pteridòfit es reprodueix per espores però també és capaç de reproduir-se vegetativament a través de rizomes.
Hi ha unes 38 espècies, de distribució cosmopolita, bàsicament de zones tropicals o subtropicals. A la península Ibèrica hi ha dues espècies, Lycopodiella cernua a Portugal i Lycopodiella inundata que creix al nord-oest peninsular (Serralada Cantàbrica i Sistema Central), i algunes poques poblacions reconegudes als Pirineus centrals i a l'Arieja.

## Taxonomia
Com moltes espècies de les licopodiàcies, tradicionalment havien estat incloses dins del gènere principal, en aquest cas pel propi Carl von Linné, amb el nom de Lycopodium inundatum L.
Aquest criteri segueix sent vàlid a dia d'avui, segons el criteri d'algunes publicacions, com la Base de Dades de Biodiversitat de Catalunya), encara que sembla que el nom proposat l'any 1964, per l'especialista txec, Josef Ludwig Holub sembla estar més acceptat.